# Sigalit Feig
Sigalit Feig (* 21. September 1971 in Jafo, Israel) ist eine israelische Sängerin, Schauspielerin und Tänzerin. Sie lebt in Berlin.

## Leben
Sigalit Feig kam Anfang der 1980er Jahre mit ihrer Familie nach Berlin. Sie studierte 1992–1994 an der Stage School of Music, Dance & Drama in Hamburg und vertiefte ihre Gesangsausbildung 1993–1995 bei Ida Kelarova in Prag.

## Auftritte
- The Addams Family (Schlossparktheater Berlin) – Morticia
- Sweeny Todd (Komische Oper Berlin) – Bettlerin
- Chicago (Komische Oper Berlin) – Mama Morton
- Yiddish Revue (Komische Oper Berlin) – Solistin
- Pasquale Aleardi „Mein Grand Prix“ (Tipi am Kanzleramt) – Solistin
- The Addams family, (Theater Nordhausen / Schlossfestspiele Sondershausen) – Morticia
- Eröffnungsgala Jüdisches Filmfest Berlin/Brandenburg – Gesang
- West Side Story Konzert (Art Festival Cesis/Lettland) – Anita
- Anatevka, (Komische Oper Berlin) – Fruma Sarah
- Sayonara Tokyo, (Wintergarten Varietee Berlin) – Amerikanerin
- West Side Story, (Komische Oper Berlin) – Anita
- Der Helle Wahnsinn (Wintergarten Varietee Berlin) – Somalso
- West Side Story (Staatstheater Braunschweig) – Anita
- Aida, (Pfalztheater Kaiserslautern) – Aida
- Kiss Me Kate, (Oper Köln) – Bianca
- Rockville, (Sommertheater Amstetten, Deutsches Theater München) – Honey Adelman
- Kiss me Kate, (Komische Oper Berlin) – Bianca
- Robin Hood, (Schiller Theater Berlin) – Lady Isabelle
- Braunschweich (Jazzkantine), (Staatstheater Braunschweig) – Sängerin
- Jekyll & Hyde,  (Stadttheater Bozen) – Lucy
- West Side Story, (Stadttheater Bozen) – Anita
- Some Girls Are Bigger Than Others, (Lyric Hammersmith London, Theaterfestival Dublin) – Ehefrau
- Tommy, (The Who), (Sommertheater Amstetten) – Acid Queen
- Hair, (Raimundtheater Wien) – Dionne
- The Life, (Staatstheater Kassel) – Frenchie
- Ghetto, (Ludwigshafen am Rhein, Tournee) – Chaja
- Sekretärinnen, (Schillertheater Berlin, Deutsches Theater München) – Nummer Neun
- Dantons Tod, (Sommerfestspiele Bad Hersfeld) – Rosalie
- Moby Dick, (Stadttheater Darmstadt) – Quee Quag